# Lorik Cana
Pour les articles homonymes, voir Cana.
Lorik Cana (prononcer [ˈlɔɾik ˈtsana]), né le 27 juillet 1983 à Pristina (Yougoslavie, aujourd'hui Kosovo), est un ancien footballeur international albanais évoluant au poste de milieu de terrain ou défenseur central.
Cana participe à quatre finales de Coupe de France au Stade de France, deux de suite avec le Paris SG puis la même chose avec l’Olympique de Marseille. En 2003, il est en tribune pendant le match Paris-AJ Auxerre (1-2). Un an plus tard, Paris gagne contre LB Châteauroux (1-0). Puis, l’OM se fait battre par le PSG (1-2) en 2006, avant de s’incliner aux tirs au but contre le FC Sochaux (2-2, tab 4-5) en 2007.
Avec sa sélection, il participe à l'Euro 2016.
Son père, Agim Cana, est également footballeur professionnel.
Il est actuellement l'ambassadeur de Grassroots en Albanie, nommé par l'Association de football d'Albanie le 26 octobre 2017.

## Biographie

### Débuts professionnels
Originaire du Kosovo, Cana démarre son apprentissage du football dans les équipes de jeunes du Lausanne-Sport. Outre son père qui veut faire de lui le grand joueur qu'il n'a été, Cana porte sur lui dès ses quatorze ans l'avenir de toute sa famille restée au Kosovo.
En 2000, la famille Cana fait alors l'objet d'une procédure d'expulsion de Suisse en raison de la fin de la guerre au Kosovo.

### Paris Saint-Germain
Antoine Kombouaré lui fait signer un contrat espoir. Cana dira par la suite : « Antoine a été extraordinaire avec moi. Ma situation faisait peur au PSG. Pendant des semaines, j'ai été en situation irrégulière ». Grâce à lui, Cana se régularise et voit sa famille le rejoindre. Cana passe alors plusieurs saisons au sein de l'équipe réserve parisienne. Freiné par une grosse blessure au genou, il vit une saison 2001-2002 blanche. Mais à force de travail, il se rend indispensable à la réserve parisienne,.
Luis Fernandez le fait monter en équipe première en 2003 pour suivre quelques entraînements. En fin de saison, le PSG n’ayant plus rien à jouer en championnat, l’entraîneur parisien en profite pour faire tourner son effectif. Le 19 avril, Cana joue son premier match de première division en entrant en jeu face au FC Nantes (1-1), rencontre durant laquelle il offre une passe décisive pour le seul but parisien. Il assiste à la finale de la Coupe de France contre l'AJ Auxerre depuis les tribunes du Stade de France, remporté par l'AJA deux buts à un.
La saison suivante, Lorik Cana découvre la Ligue des champions.
En 2005-2006, Fournier envisage une toute nouvelle option tactique qui ne comprend qu’un seul milieu récupérateur. C’est Modeste M'Bami qui hérite du poste en début de saison, et Lorik Cana passe les premiers matchs de championnat sur le banc de touche. L’Albanais vit mal cette situation, et dès que l’Olympique de Marseille se montre intéressé pour le recruter, Lorik et son père-agent Agim font tout pour quitter le PSG avant la fin août. Après un forcing, Lorik Cana part à l'OM pour 3,5 M€ lors du dernier jour du marché des transferts, après avoir participé à deux matchs avec le PSG.

### Olympique de Marseille

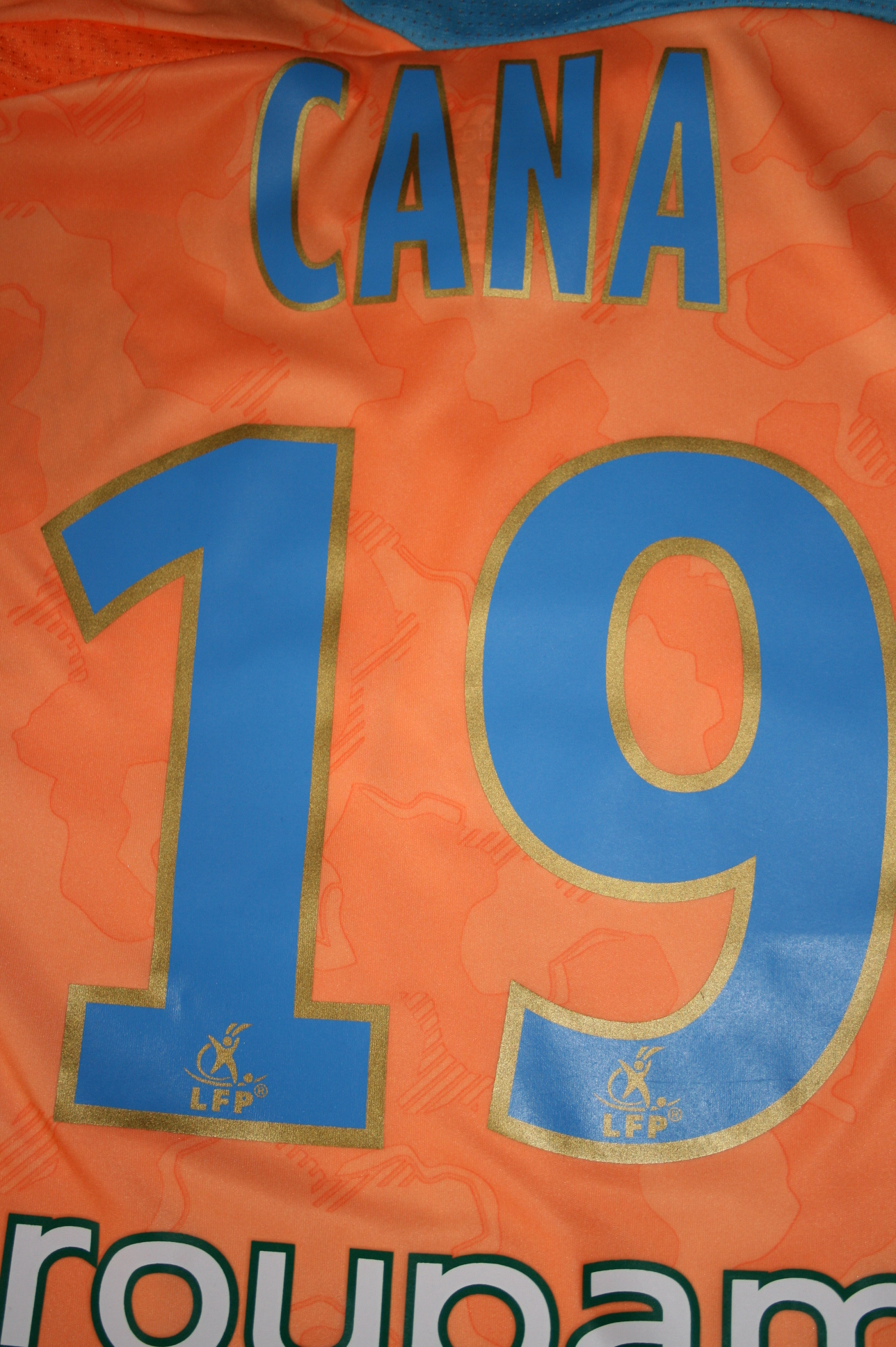
Maillot de Lorik Cana à l'Olympique de Marseille.

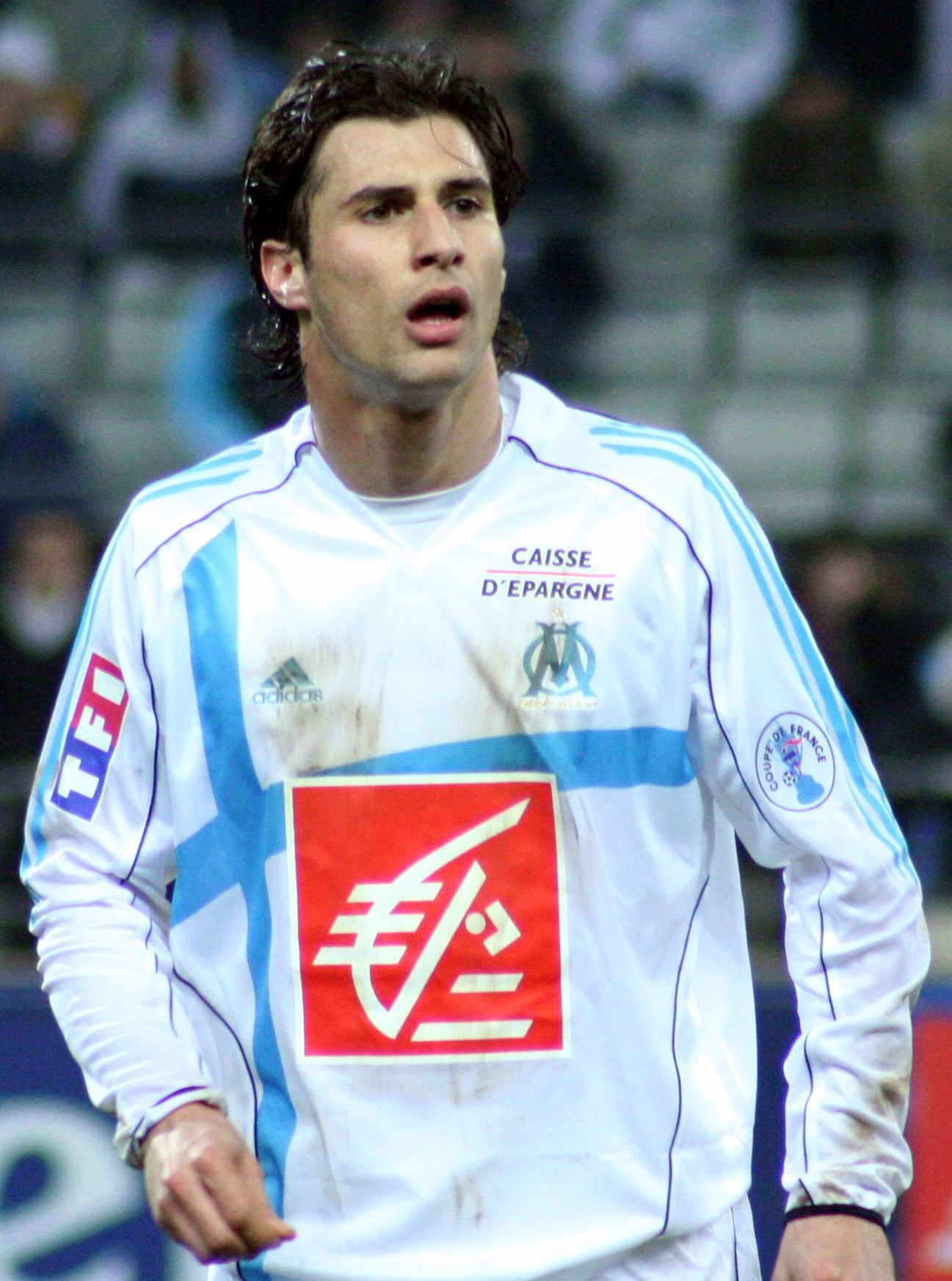
Lorik Cana en janvier 2006.

Lorik Cana joue son premier match sous le maillot olympien contre l'AC Ajaccio le 27 août 2005. Titulaire dès les premiers matchs, il joue 28 matchs de championnat pour sa première saison sous les couleurs olympiennes. Son bilan est de trois passes décisives, et but lors de la victoire un à zéro face au Paris SG. Cette saison là, il est également finaliste de la Coupe de France mais perd face à son ancienne équipe du Paris SG.  
Pour la saison suivante 2006-2007, il est un élément clé du groupe mené par Albert Emon, portant à deux reprises le brassard de capitaine et prolonge son contrat jusqu'en 2012, juste après le dernier match de la saison. En plus d'être vice-champion de France, l'OM est de nouveau finaliste de la coupe de France mais s'incline lors de la séance de tirs au but face au FC Sochaux. Il joue 33 matchs de championnat pour deux buts et huit passes décisives et participe à cinq rencontres en européennes. 
Lors de la saison 2007-2008, Cana est promu vice-capitaine derrière Habib Beye puis capitaine après le départ de ce dernier, fin août 2007,. Il descend au poste de défenseur central et participe pour la deuxième fois de sa carrière à la Ligue des champions, participant à la totalité des matchs de phase de poules. Il en fait de même en Coupe UEFA, après que l'OM y soit reversée. En Ligue 1, Cana joue 34 matchs, inscrit deux buts et fait trois passes décisives.
En 2008-2009, le joueur albanais foule 27 fois les pelouses de L1 et 12 fois celles de Coupe d'Europe et termine la saison vice-champion de France pour la troisième fois de sa carrière. Lorik Cana est le joueur ayant reçu le plus de cartons jaunes sous le maillot olympien avec 54 avertissements reçus.
Cana est un joueur populaire à Marseille, y compris plusieurs années après avoir quitté ce club. Attaché au club, il déclare en décembre 2015 que durant sa jeunesse en Suisse, il était supporter du club olympien et qu'il y a passé les « plus belles années de [sa] carrière ».

### Exil à l'étranger
En juillet 2009, Lorik Cana est transféré à Sunderland pour 5,6 millions d'euros et un contrat de quatre ans. Rapidement promu capitaine par Steve Bruce, il devient le premier étranger à devenir capitaine d'un club de Premier League dès sa première saison. Cana joue 35 matchs toute compétition avec le club anglais.
Le jeudi 8 juillet 2010, Galatasaray annonce sur son site officiel avoir engagé Cana pour quatre ans,. Le 6 février 2011, il marque son premier but de la tête pour Galatasaray contre Eskisehirspor à la 11e minute. Lors de ce match, il devient également le premier joueur étranger à marquer au tout nouveau stade Türk Telekom Arena.
En 2011, il signe à la Lazio Rome pour cinq saisons. Il marque son premier but en Serie A contre Lecce le 10 décembre 2011.
Il remporte la Coupe d'Italie 2013 en battant l'autre club romain en finale 1-0.
Mûri footballistiquement en France, Cana jouit d'un statut moindre en Italie. Les tifosi de la Lazio l'appellent le "guerrier" et adorent son mental de combattant, comme c'était le cas au PSG et à l'OM. Le polyglotte (il parle sept langues) est polyvalent sur le terrain, en 2013-2014, il dépanne souvent en défense centrale. Mais l'entraîneur arrivé en 2014, Stefano Pioli, lui accorde moins de confiance que ses prédécesseurs.

### FC Nantes
Le 31 août 2015, il signe libre après avoir trouvé un accord avec son ancien club afin de résilier son contrat, au FC Nantes pour deux saisons. Il joue son premier match sous le maillot nantais lors de la 5e journée en tant que titulaire contre le Stade rennais. Il prend part à vingt-quatre matchs avant de rompre son contrat l'été suivant.

### En équipe nationale
Alors qu’il a le choix de représenter les couleurs de la Suisse ou de la France, Lorik Cana opte pour l'Albanie. Selon ses dires, ce fut le choix du cœur[réf. souhaitée]. Cana dispose des nationalités albanaise et française. Il connait sa première sélection le 11 juin 2003 en Suisse lors d'une défaite trois buts à deux,.
Par la suite, Lorik Cana devient capitaine de l'Albanie. En 2014, il devient le joueur albanais ayant le plus de sélections de toute l'histoire. 
Le 11 octobre 2015, à la suite d'une victoire sur l'Arménie, les Albanais se qualifient pour l'Euro 2016. C'est la toute première fois de leur histoire que le pays se qualifie pour une grande compétition. Au premier tour, l'Albanie affronte la Suisse, la France et la Roumanie. Dès le premier match, le 11 juin 2016, contre la Suisse, il écope d'un carton rouge qui le privera du match contre la France.
Il met fin à sa carrière d'international après l'Euro 2016.

## Statistiques

### Générales
Ce tableau présente les statistiques de Lorik Cana,.
| Saison                | Club                   | Championnat           | Championnat | Championnat | Coupe nationale | Coupe nationale | Coupe de la Ligue | Coupe de la Ligue | Compétition(s) continentale(s) | Compétition(s) continentale(s) | Compétition(s) continentale(s) | Albanie | Albanie | Total | Total |
| Saison                | Club                   | Division              | M.          | B.          | M.              | B.              | M.                | B.                | Comp.                          | M.                             | B.                             | M.      | B.      | M.    | B.    |
| 2002-2003             | Paris Saint-Germain    | Ligue 1               | 3           | 0           | -               | -               | -                 | -                 | -                              | -                              | -                              | 2       | 0       | 5     | 0     |
| 2003-2004             | Paris Saint-Germain    | Ligue 1               | 32          | 1           | 4               | 0               | -                 | -                 | -                              | -                              | -                              | 6       | 0       | 42    | 1     |
| 2004-2005             | Paris Saint-Germain    | Ligue 1               | 32          | 1           | 1               | 0               | 1                 | 0                 | C1                             | 6                              | 0                              | 8       | 0       | 48    | 1     |
| 2005-2006             | Paris Saint-Germain    | Ligue 1               | 2           | 0           | -               | -               | -                 | -                 | -                              | -                              | -                              | 1       | 1       | 3     | 1     |
| Sous-total            | Sous-total             | Sous-total            | 69          | 2           | 5               | 0               | 1                 | 0                 | -                              | 6                              | 0                              | 17      | 1       | 98    | 3     |
| 2005-2006             | Olympique de Marseille | Ligue 1               | 28          | 1           | 6               | 0               | 1                 | 0                 | C3                             | 8                              | 0                              | 4       | 0       | 47    | 1     |
| 2006-2007             | Olympique de Marseille | Ligue 1               | 33          | 2           | 6               | 0               | 1                 | 0                 | C3                             | 6                              | 0                              | 7       | 0       | 53    | 2     |
| 2007-2008             | Olympique de Marseille | Ligue 1               | 34          | 2           | 3               | 1               | 2                 | 0                 | C1+C3                          | 6+3                            | 0+0                            | 3       | 0       | 51    | 3     |
| 2008-2009             | Olympique de Marseille | Ligue 1               | 27          | 1           | -               | -               | -                 | -                 | C1+C3                          | 8+4                            | 1+0                            | 7       | 0       | 46    | 2     |
| Sous-total            | Sous-total             | Sous-total            | 122         | 6           | 15              | 1               | 4                 | 0                 | -                              | 35                             | 1                              | 21      | 0       | 197   | 8     |
| 2009-2010             | Sunderland AFC         | Premier League        | 31          | 0           | 2               | 0               | 2                 | 0                 | -                              | -                              | -                              | 6       | 0       | 41    | 0     |
| Sous-total            | Sous-total             | Sous-total            | 31          | 0           | 2               | 0               | 2                 | 0                 | -                              | -                              | -                              | 6       | 0       | 41    | 0     |
| 2010-2011             | Galatasaray            | Süper Lig             | 24          | 1           | 4               | 0               | -                 | -                 | C3                             | 3                              | 0                              | 7       | 0       | 38    | 1     |
| Sous-total            | Sous-total             | Sous-total            | 24          | 1           | 4               | 0               | -                 | -                 | -                              | 3                              | 0                              | 7       | 0       | 38    | 1     |
| 2011-2012             | SS Lazio               | Serie A               | 15          | 2           | -               | -               | -                 | -                 | C3                             | 6                              | 0                              | 8       | 0       | 29    | 2     |
| 2012-2013             | SS Lazio               | Serie A               | 24          | 0           | 5               | 0               | -                 | -                 | C3                             | 9                              | 0                              | 9       | 0       | 47    | 0     |
| 2013-2014             | SS Lazio               | Serie A               | 26          | 2           | -               | -               | -                 | -                 | C3                             | 6                              | 0                              | 9       | -       | 41    | 2     |
| 2014-2015             | SS Lazio               | Serie A               | 17          | 0           | 3               | 0               | -                 | -                 | -                              | -                              | -                              | 11      | 0       | 31    | 0     |
| Sous-total            | Sous-total             | Sous-total            | 82          | 4           | 8               | 0               | 0                 | 0                 | -                              | 21                             | 0                              | 37      | 0       | 148   | 4     |
| 2015-2016             | FC Nantes              | Ligue 1               | 21          | 0           | 3               | 0               | -                 | -                 | -                              | -                              | -                              | 5       | 0       | 29    | 0     |
| Sous-total            | Sous-total             | Sous-total            | 21          | 0           | 3               | 0               | -                 | -                 | -                              | -                              | -                              | 5       | 0       | 29    | 0     |
| Total sur la carrière | Total sur la carrière  | Total sur la carrière | 349         | 13          | 37              | 1               | 7                 | 0                 | -                              | 64                             | 1                              | 93      | 1       | 550   | 16    |

### But international
|   | Date         | Lieu                                 | Adversaire  | Résultat | Compétition  |
| - | ------------ | ------------------------------------ | ----------- | -------- | ------------ |
| 1 | 17 août 2005 | Qemal Stafa Stadium, Tirana, Albanie | Azerbaïdjan | 2-1      | Match amical |

## Palmarès

### En club
- Vainqueur de la Coupe de France en 2004 avec le Paris SG
- Vainqueur de la Coupe d'Italie en 2013 avec la Lazio Rome
- Vice-champion de France en 2004 avec le Paris SG, en 2007 et en 2009 avec l'Olympique de Marseille
- Finaliste de la Coupe de France en 2006 et en 2007 avec l'Olympique de Marseille

### EnÉquipe d'Albanie
- 94 sélections et 1 but entre 2003 et 2016
- Participation au Championnat d'Europe des Nations en 2016 (Premier Tour)

### Distinctions individuelles
- Élu sportif albanais de l'année en 2003[19]
- Élu joueur albanais de l'année en 2004

## Style de jeu

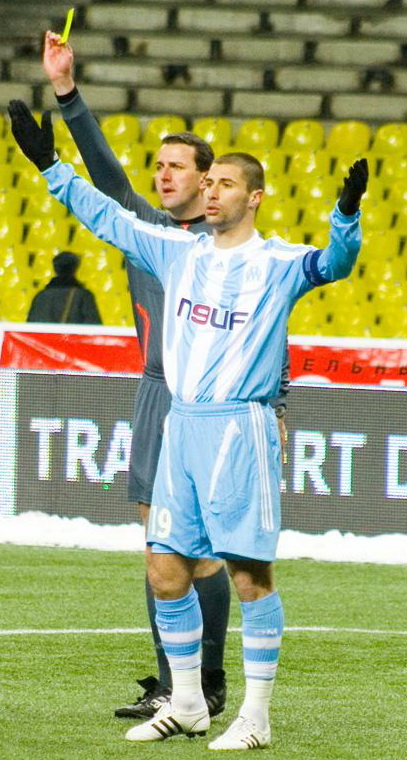
Lorik Cana, prenant un carton jaune avec l'Olympique de Marseille, en 2008.

Cana est un milieu de terrain purement défensif, qui sait imposer son physique pour endiguer les attaques adverses, et transmettre au joueur offensif le plus proche, sans fioriture. De façon générale, Cana se laisse parfois emporter par son engagement et commet des fautes grossières.
De plus, Antoine Kombouaré dit de lui en 2003 : « Lorik possède une grande technique et un très bon jeu aérien. Il est complet, capable de jouer des deux pieds et sa vision est intéressante ».